# 加泰羅尼亞皮爾勞爾猿
加泰羅尼亞皮爾勞爾猿（Pierolapithecus catalaunicus）是一種已滅絕的靈長目，生存於1300萬年前中新世的西班牙加泰羅尼亞。一些學者認為牠是現今人類及其他類人猿的共同祖先，或是最接近共同祖先的物種。
加泰羅尼亞皮爾勞爾猿是由西班牙古人類學家塞爾瓦多·摩亞索拉（Salvador Moyà-Solà）所帶領的研究隊於2002年基於一個化石標本所描述的。
加泰羅尼亞皮爾勞爾猿的胸腔闊而扁平，脊骨堅硬及位置較低，手腕靈活及肩胛平背，很適合攀樹。猴及長臂猿則有更普遍的特徵。加泰羅尼亞皮爾勞爾猿有較原始及像猴的特徵，如斜面及短指等。
加泰羅尼亞皮爾勞爾猿是所有類人猿祖先的假說被受批評，因為所有現存的類人猿都是生活在東南亞或非洲，非洲更是大部份類人猿及人類演化的地方，故其發現地是西班牙則似乎並不一致。但是，地中海在過往一直有擴大及收縮的情況，加泰羅尼亞皮爾勞爾猿在非洲及歐洲分佈並不為奇。
除了是共同祖先外，加泰羅尼亞皮爾勞爾猿亦因其面部特徵而被指是人類、黑猩猩及大猩猩的祖先，而非猩猩的祖先。

## 外部連結
- BBC news: 'Original' great ape discovered（页面存档备份，存于）